# Iñigo Agirre
Íñigo Aguirre Querejeta (1942- ) es un geógrafo y político español.
Iñigo Agirre es un político nacionalista militante del Partido Nacionalista Vasco (PNV), miembro de su directiva en Vizcaya, el Bizkai Buru Batzar en 1977, y diputado en el Congreso en las legislaturas de 1977, 1979 y 1982. Ha publicado varios libros sobre temas de geografía.

## Biografía
Iñigo Agirre Kerexeta nació en la localidad vizcaína de Elorrio, en el País Vasco, España, el 9 de agosto de 1942. En 1969 se licenció en Geografía e Historia en la Universidad de Santiago de Compostela, doctorándose en 1976 en la Universidad de Navarra (tesis: La comarca del Deva. Estudio de geografía industrial).
Ejerce como profesor de geografía en la Universidad de Deusto, siendo catedrático de geografía desde 1985 hasta su jubilación en 2007.
En 1977 entra a formar parte del Bizkai Buru Batzar, directiva del Partido Nacionalista Vasco en Vizcaya. Es elegido diputado a Cortes en las elecciones de 1977, 1979 y 1982. La legislatura 1982-1986 no la completa al renunciar a su escaño en 1984. Ese mismo año es elegido al Parlamento Vasco por el PNV, donde está hasta 1990.
Fue cofundador del Instituto Geográfico Vasco (INGEBA), del que fue vicedirector y responsable de la sección de Cartografía y Fotogrametría. Entre 1988 y 1997 representó al Gobierno Vasco en el Consejo Superior Geográfico, y entre 1980 y 1992 en la Comunidad de Trabajo de los Pirineos. Miembro del Consejo Rector de RTVE en 1980

## Obras
- Eusko lurra, 1979.
- El Valle del Deba: estudio de geografía regional, 1987.
- Usos del suelo en Bizkaia y su evolución, 1960-1985.
- Elorrio: aproximación a una monografía local, 1995.
- Usos del suelo en Arratia, Duranguesado y Urdaibai, 1998.
- Atlas Informático de Bizkaia, 1992.
- Atlas Informático del departamento de Obras Públicas del Gobierno Vasco, 1994.
- Atlas Informático del EUSTAT
- Atlas de siniestralidad de la red viaria de Bizkaia, 1999.
- Bizkaia: Guia del Camino de Santiago
- Unión Cerrajera: empresa de un pueblo
- Euskal Erria: espazio fisikoa